# Schoepfia cubensis
Schoepfia cubensis là một loài thực vật có hoa trong họ Schoepfiaceae. Loài này được Britton & P. Wilson miêu tả khoa học đầu tiên năm 1916.